# Heliodoxa rubricauda
Heliodoxa rubricauda là một loài chim trong họ Chim ruồi.

## Hình ảnh

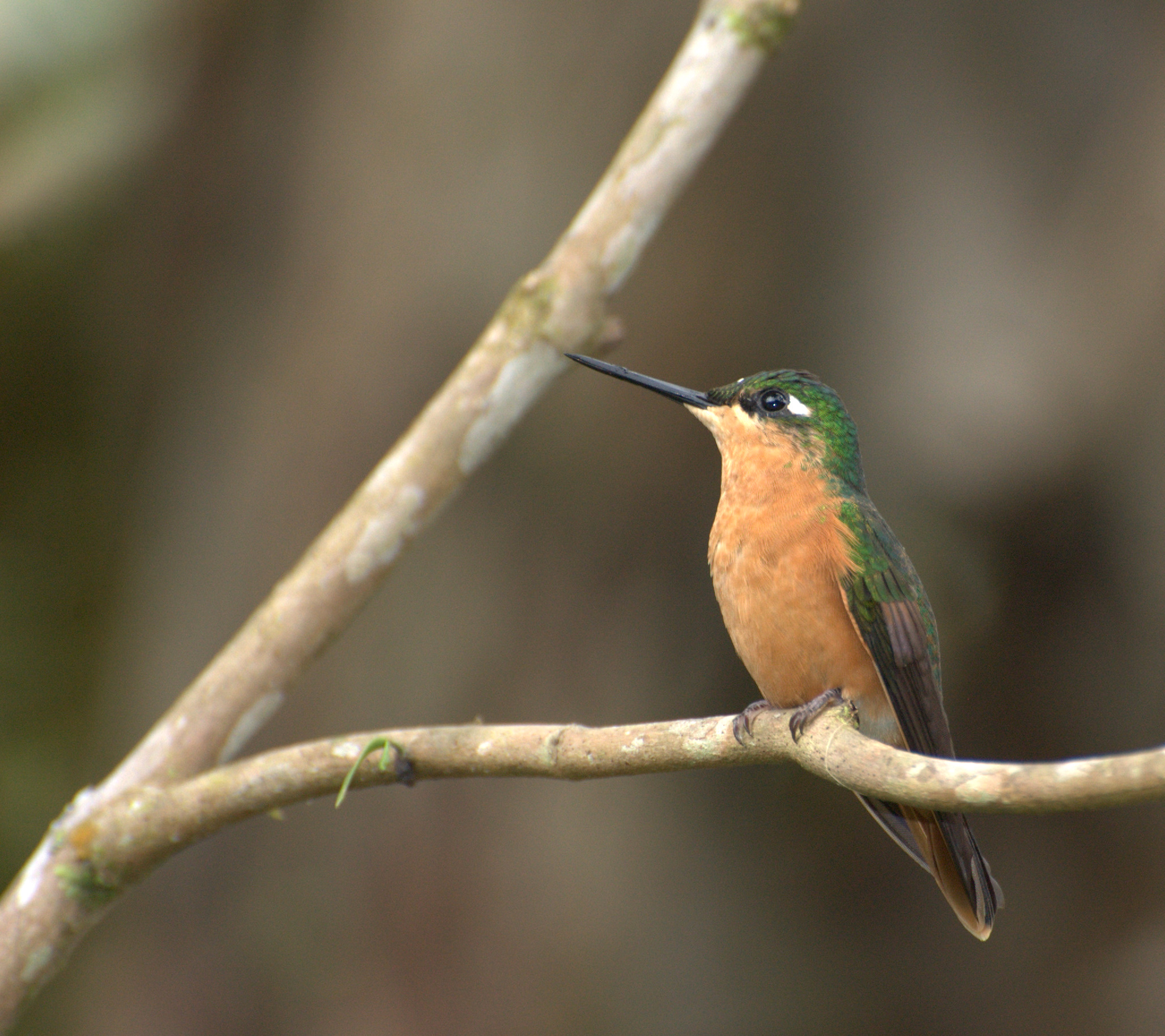
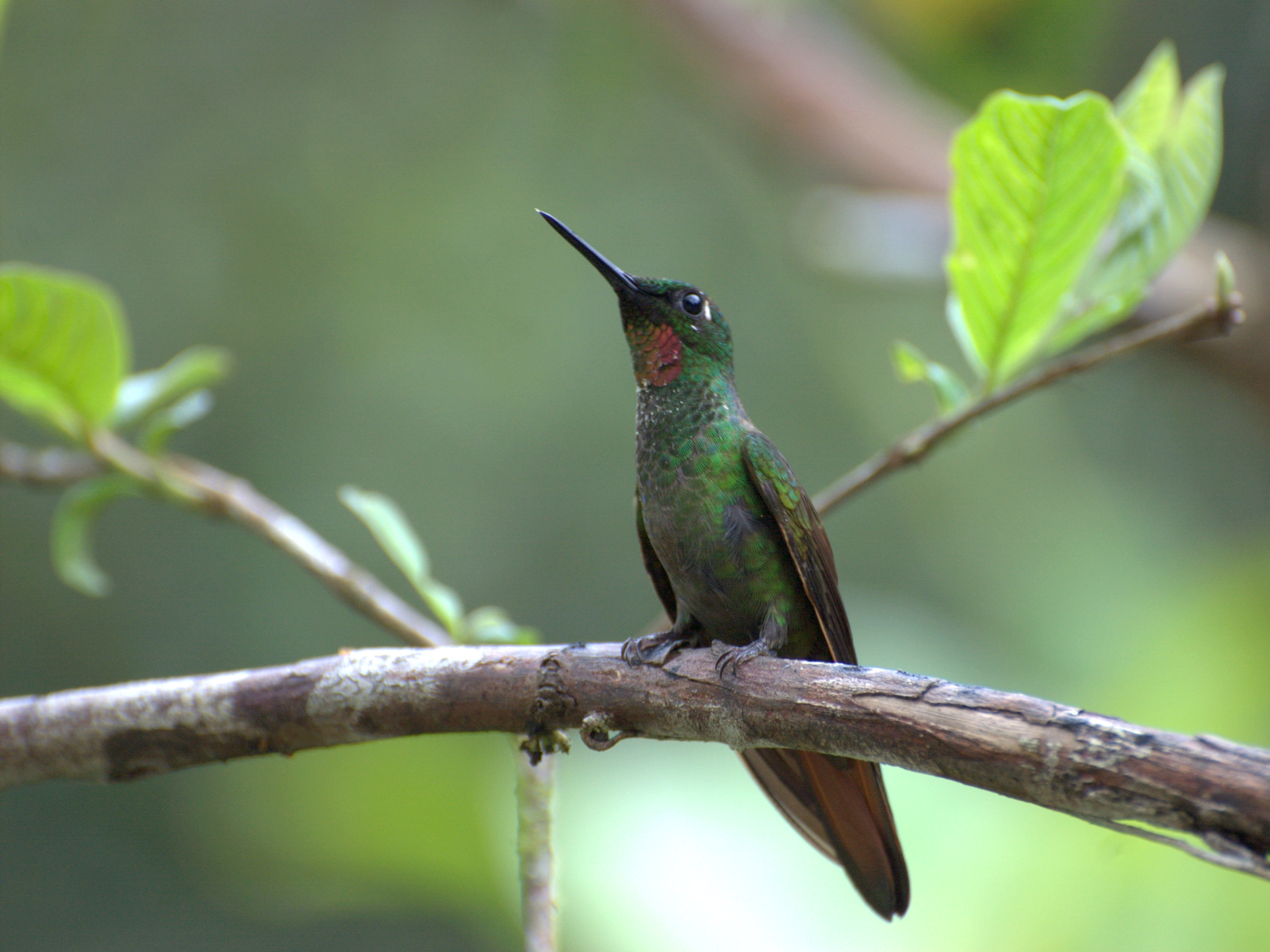
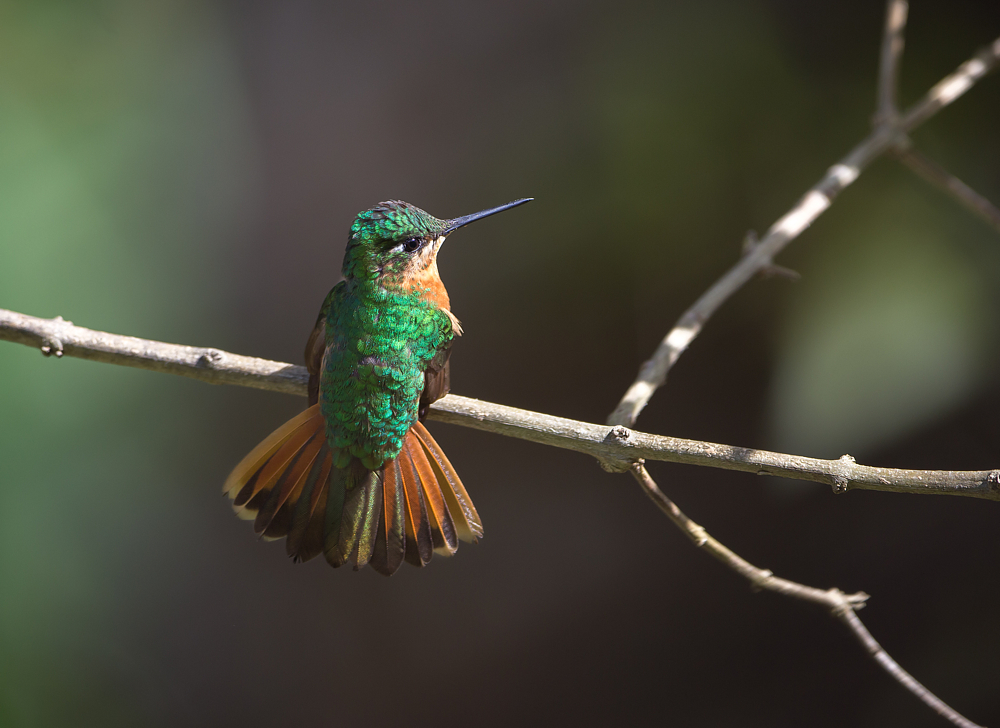